# CAROL the LIVE
『CAROL the LIVE』（キャロル・ザ・ライブ）は、日本の音楽ユニットTM NETWORKが2004年4月21日にリリースした映像作品。

## 解説
数々のライブ映像がリリースされる中、唯一未発売のまま、15年の歳月を越えて、デビュー20周年「DOUBLE-DECADE」の日である2004年4月21日に初めてリリースされた映像作品である。理由としてはVHSやLDではなく、あくまでDVDという形でリリースしたかったというメンバーの思いが込められている。これらの映像はクローズドサーキット・コンサート（全国10箇所にて衛星生中継を放映したイベント）にて使用された映像が基となっている。ただし開演前と終演後の様子やゲスト出演した著作権上の理由として「Don't Let Me Cry」と「KISS YOU」の間に演奏された「PASSENGER」がカットされている。
6thアルバム『CAROL 〜A DAY IN A GIRL'S LIFE 1991〜』を中心としたツアー『TM NETWORK CAROL TOUR FINAL CAMP FANKS!! '89』での1989年8月30日横浜アリーナにて行われたライブ映像である。2部構成となっており、第1部はミュージカルを模した「CAROL TOUR FINAL」、第2部は「CAMP FANKS!! '89」となっている。既発売されていた『FANKS the LIVE 3 CAMP FANKS!! '89』は前日8月29日の同じく横浜アリーナでのライブ映像となっている。ただし映像・音源が別構成となっている。上記に記したとおりに衛星生中継の映像が基となっているので、明らかに本作『CAROL the LIVE』より前に発売された『FANKS the LIVE 3 CAMP FANKS!! '89』のほうが映像・音のクオリティが高い。

## メンバー
- 小室哲哉：キーボード・コーラス
- 宇都宮隆：ボーカル・ギター
- 木根尚登：ギター・キーボード・コーラス

## サポートメンバー
- 松本孝弘：ギター
- 阿部薫：ドラムス
- パニーラ・ダルストランド：キャロル役

## 収録曲

### CAROL TOUR FINAL
1. A Day In The Girl's Life
  - 作詞・作曲・編曲：小室哲哉
2. Carol (Carol's Theme I)
  - 作詞・作曲・編曲：小室哲哉
3. Chase In Labyrinth
  - 作詞：小室みつ子　作曲：木根尚登　編曲：小室哲哉
4. Gigantica
  - 作曲・編曲：小室哲哉
5. Gia Corm Fillippo Dia
  - 作詞：小室みつ子　作曲：木根尚登　編曲：小室哲哉
6. In The Forest
  - 作詞：小室みつ子　作曲・編曲：小室哲哉
7. Carol (Carol's Theme II)
  - 作詞：小室みつ子　作曲・編曲：小室哲哉
8. Final Fighting
  - 作曲・編曲：小室哲哉
9. In The Forest(Piano version)
  - 作曲・編曲：小室哲哉
10. Just One Victory
  - 作詞・作曲・編曲：小室哲哉

### CAMP FANKS!! '89
1. GIVE YOU A BEAT
  - 作詞・作曲：小室哲哉・木根尚登　編曲：小室哲哉
2. NERVOUS
  - 作詞：川村真澄　作曲・編曲：小室哲哉
3. COME ON EVERYBODY
  - 作詞・作曲：小室哲哉　編曲：ナイル・ロジャース・アンドレス・レビン
4. Don't Let Me Cry
  - 作詞：神沢礼江　作曲：小室哲哉
5. KISS YOU
  - 作詞：小室みつ子　作曲：小室哲哉　編曲：バーナード・エドワーズ
6. RAINBOW RAINBOW
  - 作詞：西門加里　作曲・編曲：小室哲哉
7. Confession 〜告白〜
  - 作詞：西門加里　作曲：木根尚登
8. Be Together
  - 作詞：小室みつ子　作曲・編曲：小室哲哉
9. Come on Let's Dance
  - 作詞：神沢礼江　作曲：小室哲哉　編曲：ナイル・ロジャース・グレッグ・スミス
10. Be Together
  - 作詞：小室みつ子　作曲・編曲：小室哲哉
11. Get Wild '89
  - 作詞：小室みつ子　作曲：小室哲哉　編曲：ピート・ハモンド
12. Dive Into Your Body
  - 作詞：小室みつ子　作曲・編曲：小室哲哉